# Aleksej Nikolajevič Potapov
Aleksej Nikolajevič Potapov (rusko Алексе́й Никола́евич Пота́пов), ruski general, * 28. oktober 1772, † 5. marec 1847.
Bil je eden izmed pomembnejših generalov, ki so se borili med Napoleonovo invazijo na Rusijo.
Njegov portret je bil eden izmed 13, ki niso bili nikoli izdelani za Vojaško galerijo Zimskega dvorca.

## Življenje
Po domači vzgoji je 1. marca 1782 vstopil v vojaško službo in sicer v dvorni Preobraženski polk; 3. novembra 1783 je postal vodnik. 1. januarja 1794 je bil kot stotnik premeščen v redno vojaško službo; 15. aprila istega leta je bil dodeljen Sumijskemu lahkemu konjeniškemu polku. Sodeloval je v kampanji leta 1799 proti Francozom in v švicarski kampanji.  Za izkazane zasluge v bojih je bil 28. decembra 1799 povišan v majorja. 
Sodeloval je tudi v kampanjah leta 1805 in 1806-07 proti Francozom. 12. decembra 1807 je bil povišan v podpolkovnika. 21. julija 1809 je bil imenovan za adjutanta carjeviča Konstantina Pavloviča. 28. decembra istega leta je bil premeščen v dvorni ulanski polk. Napredovanje v polkovnika je sledilo 12. oktobra 1811.
V začetku patriotske vojne leta 1812 je bil še carjevičev adjutant, a je bil nato premeščen v štab Gardnega korpusa; v tej vlogi se je udeležil številnih bojev. 18. avgusta 1813 je bil povišan v generalmajorja. Po zavzetju Pariza je bil 27. aprila 1814 imenovan za poveljnika novoustanovljenega dvornega Konjeniško-lovskega polka. 30. avgusta 1823 je bil imenovan za generala carjevega glavnega štaba. 14. decembra 1825 je bil povišan v generaladjutanta; čez tri dni je bil imenovan za člana vrhovnega sodišča za dekabriste. 
22. avgusta 1826 je bil povišan v generalporočnika. Udeležil se je turške kampanje leta 1828. 1. maja 1832 je bil imenovan za poveljnika 4. rezervnega konjeniškega korpusa. Med 2. aprilom 1833 in 22. septembrom 1845 je bil poveljnik 3. rezervnega konjeniškega korpusa. V tem času (26. septembra 1834) je bil povišan v generala konjenice. 
22. septembra 1845 je bil na lastno prošnjo razrešen položaja korpusnega poveljnika in bil imenovan za poveljnika Riškega dragonskega polka ter za člana vojaškega sveta. 14. januarja 1846 je postal državni svetnik ter bil zadolžen za ustanovitev oddelka za vojaško znanost.